# HKPD Đurđin
Hrvatsko kulturno-prosvjetno društvo Đurđin je kulturno-prosvjetno društvo Hrvata iz bačkog mjesta Đurđina.
Osnovano je 2002. godine na inicijativu čelništva DSHV-a radi okupljanja i poticanja na kulturno djelovanje lokalnoga hrvatskoga pučanstva. Sjedište je u Đurđinu, Borisa Kidriča 7. Vodstvo je Marica Stantić, predsjednica Društva. Prvi predsjednik bio je Ivan Dulić, zatim Verica Kujundžić. Istaknuti u radu društva bili su članovi upravnog odbora Amalija Stipić i Ivan Kujundžić. Vera Dulić vodi Literarno-dramsku sekciju, Jasna Kujundžić vodi Folklornu sekciju koju je prije vodio Ivan Kujundžić, Sekciju veza vode Marica Vidaković i Marica Matković, Slamarsku sekciju vodi Roza Orčić a prvo ju je vodila Mara Ivković Ivandekić i zatim Marica Vidaković, koja je u odjel uvela šlingovanje te je tako nastao jedinstveni odjel za slamarstvo i šling, te u društvu djeluje Tamburaška sekcija.
HKPD Đurđin organizira manifestacije lokalnog značaja. Od 2008. godine organizira Đurđinsko prelo tj. Prelo na Đurđinu u pokladno vrijeme. Na svibnja orgnizira Prvosvibanjsku izložbu ručnih radova, Dužijancu u srpnju te 6. prosinca     Godišnji koncert društva u povodu proslave sv. Nikole („Mikulaš“).
Članovi su sudionici smotre recitatora koje organizira Hrvatska čitaonica, smotre folklora Mladost pleše u Maloj Bosni, na Dužijanci u Subotici i u Žedniku te na folklornoj manifestaciji Hvala, prijatelji! u Davoru.
HKPD od 2020. godine organizira manifestaciju Rič pod đermom.

## Vanjske poveznice
- HKPD Đurđin - Facebook